# Reginald Alexander John Warneford

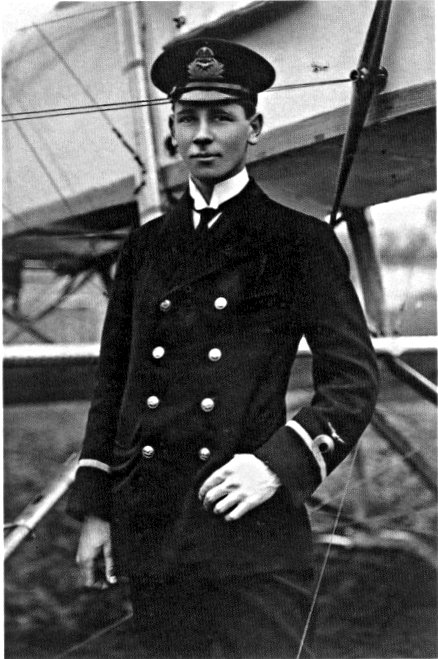
R.A.J. Warneford, V.C. vor einem Maurice Farman Shorthorn

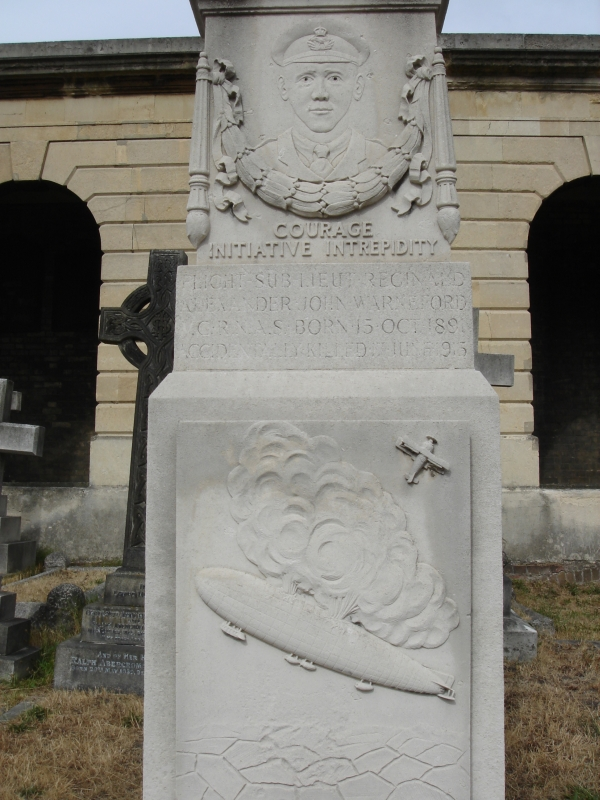
Grabstein (Brompton Cemetery, London)

Reginald Alexander John Warneford (* 15. Oktober 1891 in Darjiling, Indien; † 17. Juni 1915) war ein mit dem höchsten britischen Orden, dem Victoria Cross, ausgezeichneter Pilot der Royal Naval Air Service (RNAS).

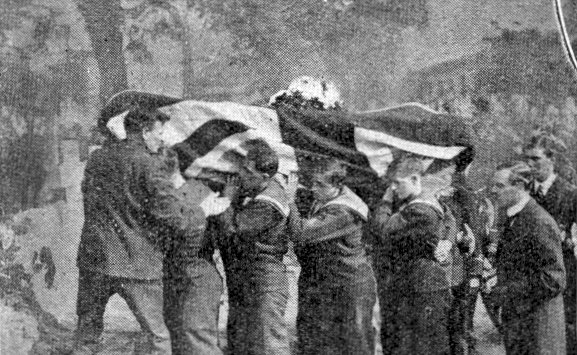
Grablegung

## Leben
Warneford wurde in Darjeeling als Sohn eines Lokomotivführers der Indian Railways geboren. Als kleiner Junge kam er nach England. Dort besuchte er zunächst die King Edward VI. School in Stratford-upon-Avon. Nach Rückkehr seiner Familie nach Indien setzte er seine Ausbildung am English College in Simla fort.
Beim Ausbruchs des Ersten Weltkriegs befand er sich in Kanada. Statt nach Indien zurückzukehren, reiste er jedoch nach Großbritannien und trat dort zunächst der Armee bei. Kurz darauf wechselte er jedoch zur Pilotenausbildung zur Luftstreitmacht der Royal Navy.
Am 17. Juni 1915 hatte er von dem französischen General Joseph Joffre eine Auszeichnung der Ehrenlegion erhalten. Nach der anschließenden Feier führte Warneford vom Flugplatz in Buc noch einen Testflug aus. Während eines anschließenden zweiten Flugs mit dem amerikanischen Journalisten Henry Beach Needham als Passagier brach dann der rechte Flügel seines Flugzeugs, und das Flugzeug stürzte ab. Beim Transport ins Krankenhaus erlag Warneford seinen Verletzungen. Er wurde auf dem Brompton Cemetery beigesetzt.

## Auszeichnung
Warneford erlangte seine erwähnte Auszeichnung durch einen Bombenabwurf im Ersten Weltkrieg am 7. Juni 1915 auf das deutsche Heeresluftschiff LZ 37 über Gent. Das Luftschiff fing Feuer und stürzte ab. Dies war der erste gelungene Abschuss eines Zeppelins überhaupt.
Warneford Orden, das Victoria Cross, ist im Fleet Air Arm Museum (Yeovil, Somerset, England) ausgestellt.